# Рондавель

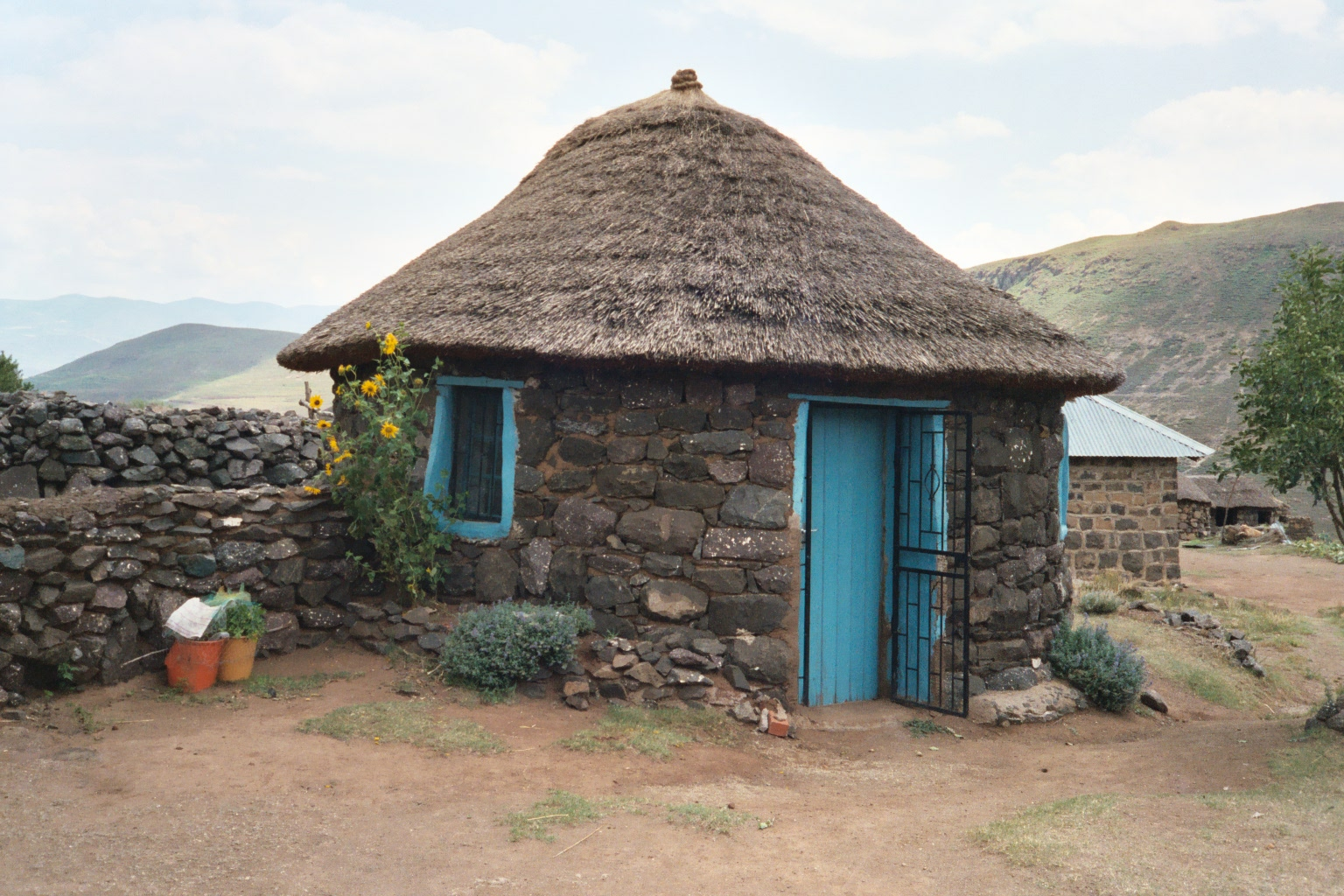
Рондавель

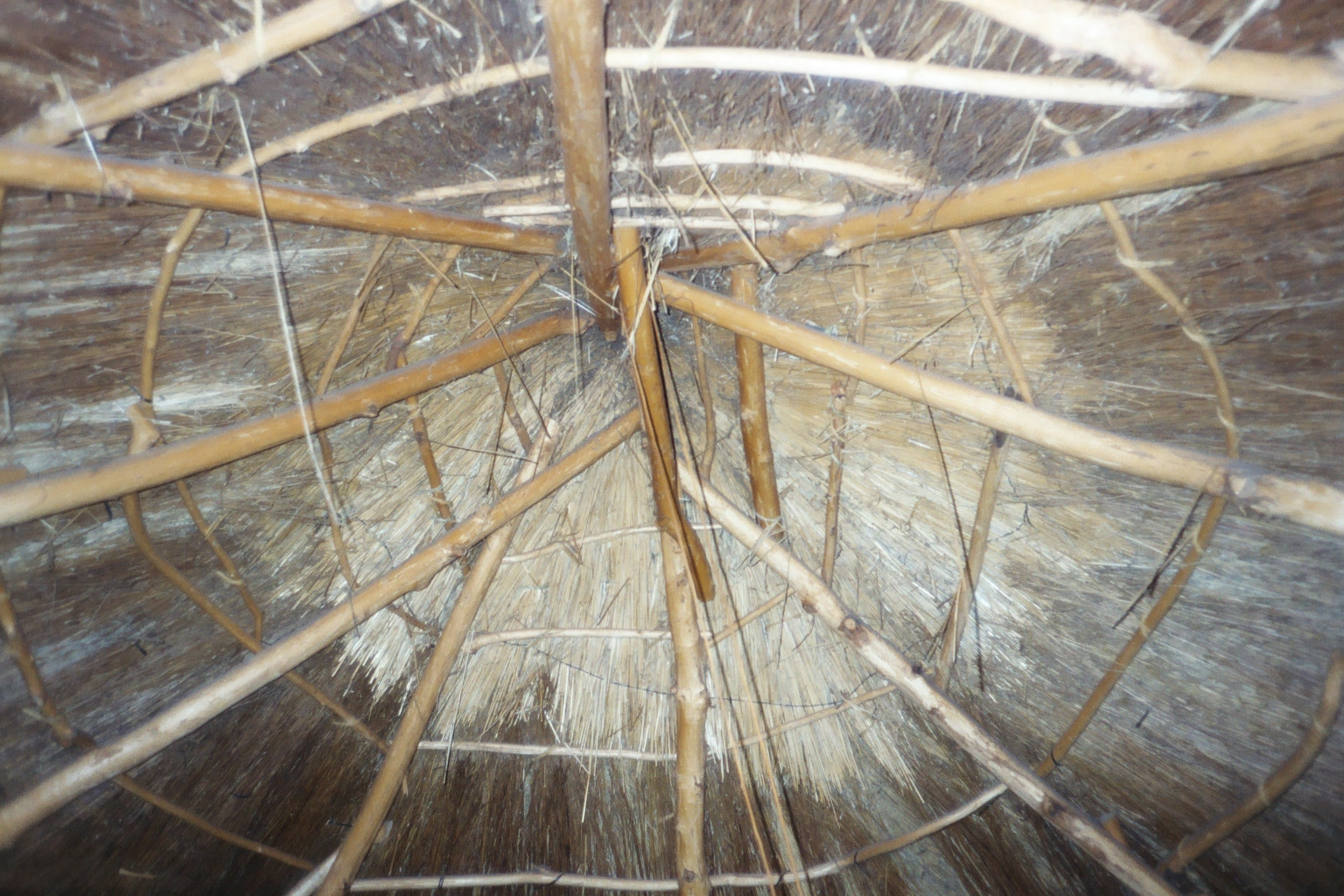
Дах рондавеля з середини

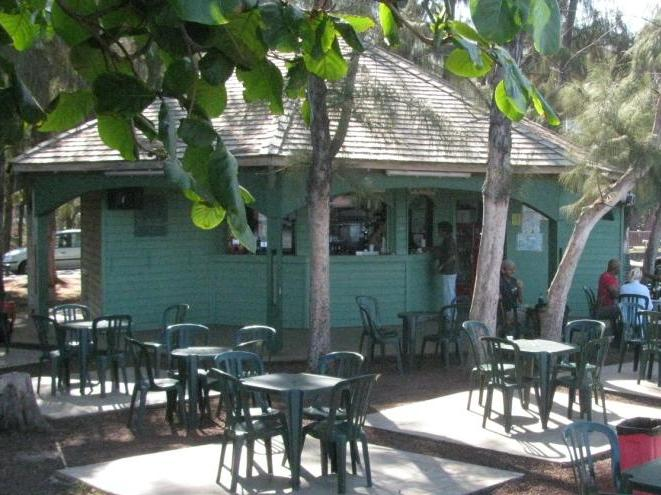

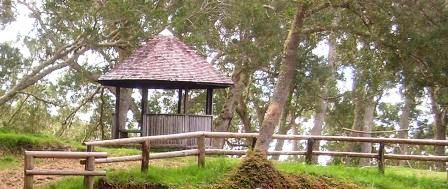

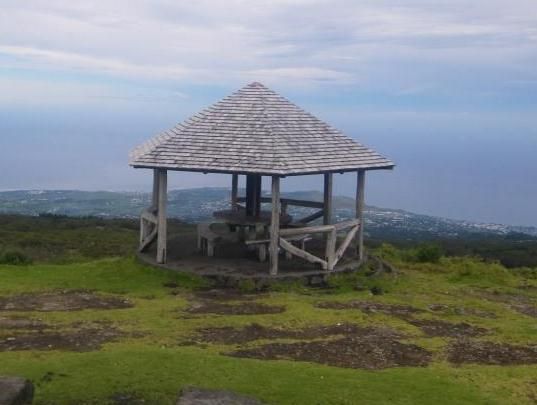

Рондавель — традиційний будинок народів банту в країнах півдня Африки.

## Поширення
Рондавель поширений в країнах півдня Африки, у тому числі таких як ПАР, Лесото (де він також відомий як «мохоро»), Есватіні, Ботсвана та інші. У різних місцях можуть варіюватися висота стін, нахил даху та оздоблення. У ряді місць існує традиція прикраси зовнішнього боку різьбленням і розписом, тоді як в інших місцях зовнішній вигляд досить одноманітний і простий.

## Вигляд
Рондавель зазвичай має круглу форму (звідси й назва) і традиційно виготовляється з матеріалів, доступних в природі. Стіни зазвичай робляться з каменю. Цементний розчин може складатися з піску, землі, або їх суміші з гноєм. Підлога обробляється гноєвою сумішшю з тим, щоб надати поверхні рівний вигляд. Основні елементи даху рондавеля — балки з круглого лісоматеріалу або держаки з гілок дерев, обрізаних по довжині. Дах покривається очеретом, який скріплюється з балками трав'янистими канатами. Виготовлення даху може займати від 1-2 днів до цілого року, залежно від складності її конструкції, оскільки одночасно можна прив'язувати тільки одну секцію, працюючи знизу вгору.

## Використання білими поселенцями
Рондавель поступово почали використовувати і білі поселенці півдня Африки (приблизно з XVIII століття) і адаптували його конструкцію до традиційних для культури Заходу будівельним матеріалам і методам. В даний час рондавель не надто поширений в містах, населених переважно білими, проте часто зустрічається на фермах або як форма котеджів для відпочинку на вихідних. Іноді зовнішній вигляд рондавелей навмисно «африканізується», щоб залучити туристів. За винятком рондавелів, які виготовляються на будівельних фабриках цілком, звичайний матеріал для даху — очерет, оскільки виготовити конічний дах з іншого матеріалу важко.

## Галерея

Приклади рондавелей
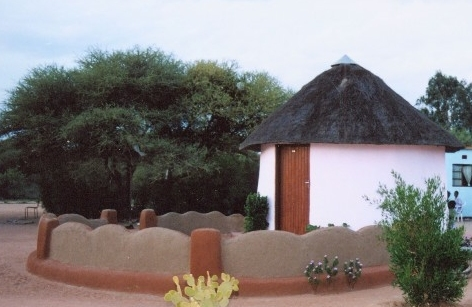
Рондавель в Ботсвані
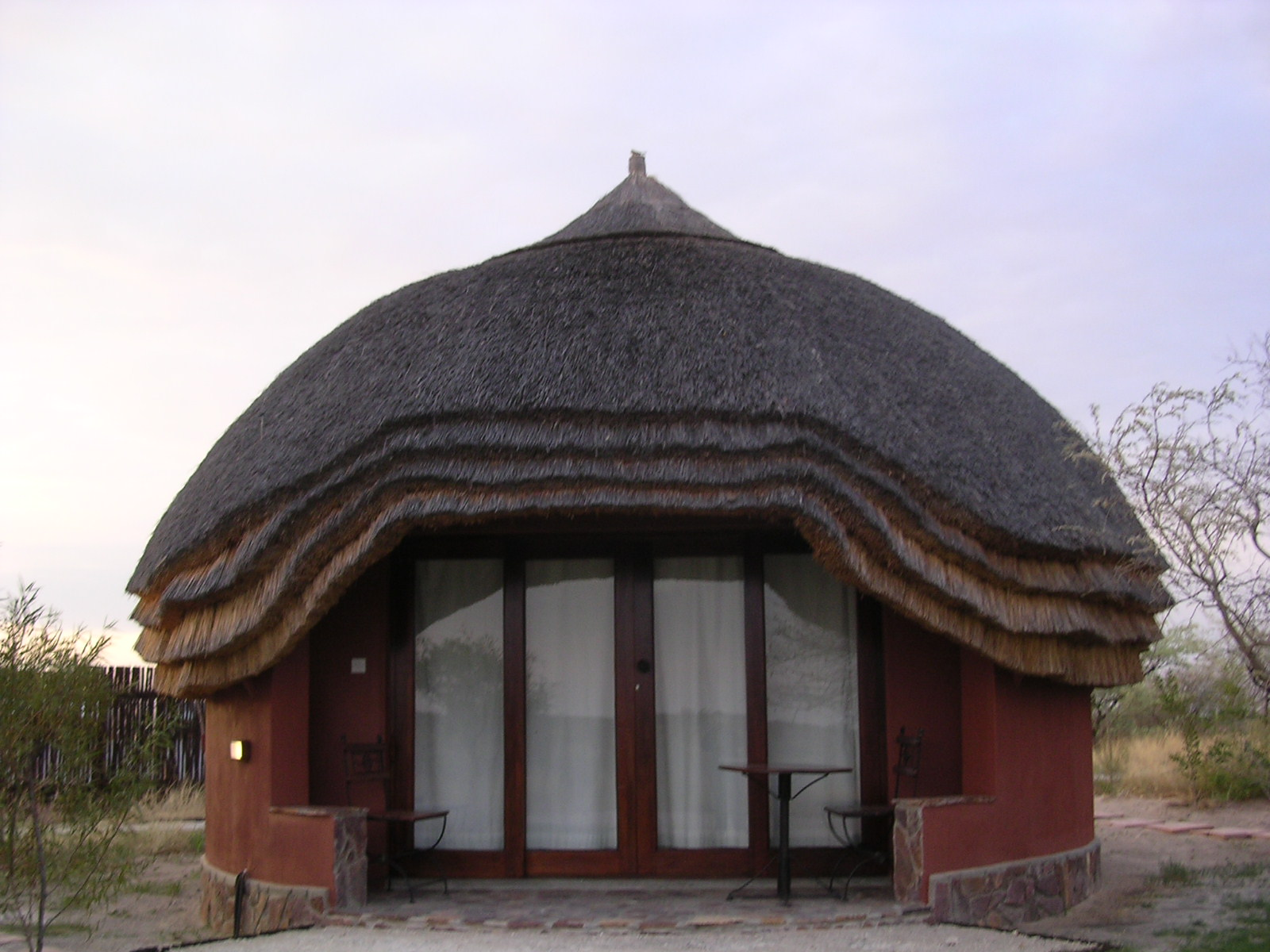
Прикрашений рондавель в Ботсвані
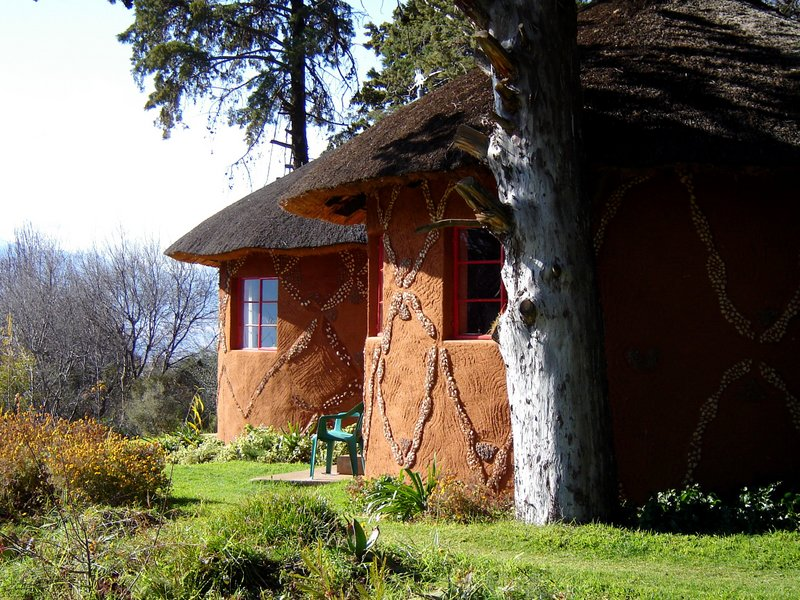
Рондавелі в Мафекензі (Лесото)
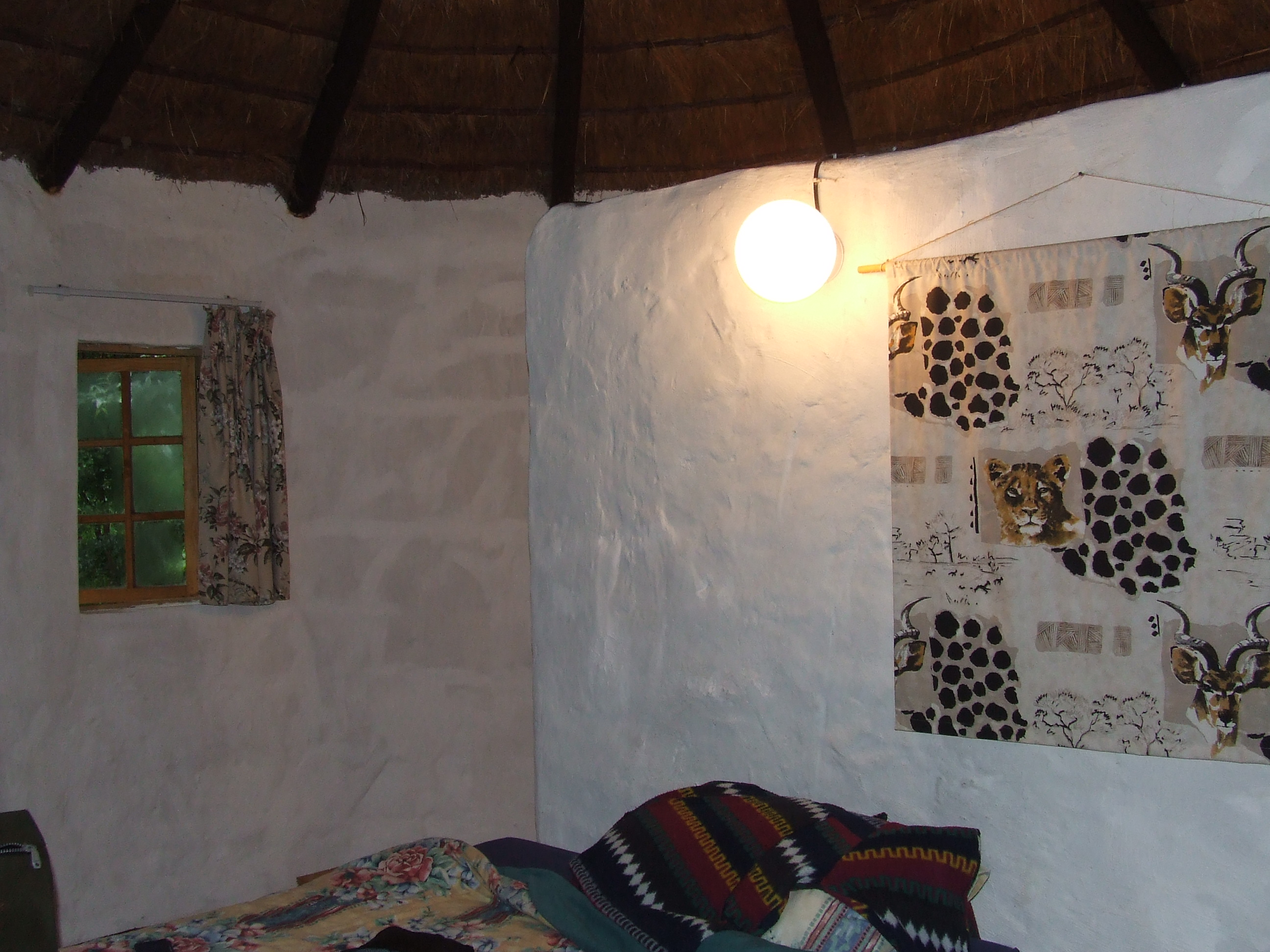
Вид з середини
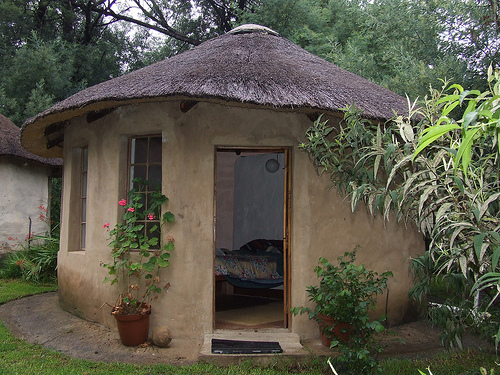
Зовнішній вигляд рондавеля